# Четыре сына Гора

Четыре сына Гора (слева направо): Амсет, Дуамутеф, Хапи, Кебехсенуф

 Четыре сына Гора  (Гормесут) — боги Древнего Египта, дети Гора Великого (Древнего), которые изображались на канопах для внутренних органов мумифицированного человека, защитники трона Осириса в потустороннем мире: Хапи, Амсет, Кебехсенуф и Дуамутеф.
Впервые сыновья Гора упоминаются в «Текстах пирамид», но особую популярность они получают в эпоху Нового царства. Если до XVIII династии крышки каноп имели форму изображения головы умершего фараона, то в это время приобретают распространение териоморфные «головы» каноп.
Амсет единственным имел полностью человеческий облик, защищал печень и находился под защитой матери — Исиды.
Дуамутеф изображался с головой шакала (подобно Анубису), защищал желудок и находился под покровительством Нейт.
Хапи изображался с головой бабуина, защищал лёгкие, а сам, в свою очередь, находился под защитой Нефтиды.
Кебексенуф, сокологоловый сын Гора, вмещал кишечник и защищался богиней-скорпионом Серкет.
В 17 главе Книги мёртвых есть отрывок, посвященный сыновьям Гора:

Боги, состоящие в свите Гора — Амсет, Хапи, Дуамутеф и Кебехсенуф. Приветствую вас, о повелители правды и истины, о верховные принцы, стоящие за спиной Осириса; вы уничтожаете грехи и преступления и состоите в свите богини Хетеп-секхус, так позвольте же мне приблизиться к вам. Избавьте меня от всех пороков, что скрыты во мне, как вы сделали это для Семи Духов, которые идут среди следующих за их повелителем Сепой. Анубис указал им их места в день, когда произнёс: «Так идите туда». Эти повелители правды и истины суть Тот и Астес, властелин Аментета. Верховные принцы, стоящие за спиной Осириса, а именно, Амсет, Хапи, Дуамутеф и Кебехсенуф, суть те, кто находятся за Бедром в северном небе.
«Бедро в северном небе» — это «ковш» созвездия Большая Медведица, именовавшегося египтянами бедром Сета. Семь его основных звезд назывались в Древнем Египте семью небесными духами, четверо из которых — это сыновья Гора.
Также сыны Гора олицетворяли четыре стороны света. На внутренней стороне восточной стены храма Гора Эдфусского высечен текст и сопровождающие его рельефы, текст в частности содержит следующие слова в отношении Гора:

Царь Верхнего и Нижнего Египта, защитник, защищающий своего отца, великий отражатель, отражающий врага. Это он установил небо на его столбах.
Четыре сына Гора постоянно называются столбами неба, начиная ещё с «Текстов пирамид».